# Augustin Liebhart Michl

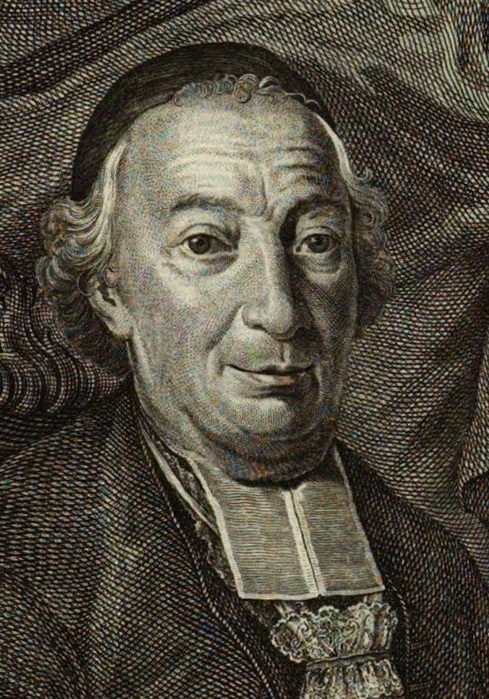
Augustin Liebhart Michl

Augustin Liebhart Michl (auch: Augustinus Liebhart Michel; * 25. März 1662 in München, Kurfürstentum Bayern; † 14. April 1751) war Augustiner-Chorherr im Kloster Indersdorf, katholischer Theologe und Verfasser theologischer und kirchenrechtlicher Schriften. Er war einer der angesehensten Rechtsgelehrten seiner Zeit.

## Leben
Augustin Liebhart Michl trat im Alter von 18 Jahren in das Chorherrenstift Indersdorf ein, wo er 1682 die Ordensgelübde ablegte. 1686 wurde er zum Priester geweiht. Das Studium an der Universität Dillingen schloss er als Doktor der Theologie sowie Doktor beider Rechte ab. Danach wirkte er als Professor an der stiftseigenen Lehranstalt. Ab 1698 bis zu seinem Tod war er Pfarrvikar von Asbach, das seit 1695 eine geschlossene Hofmark des Klosters Indersdorf bildete. Nach dem Tod des Indersdorfer Propstes Dominicus Vent 1704 hatte der Konvent Augustin Liebhart Michl zu dessen Nachfolger gewählt. Die Wahl wurde jedoch vom kurfürstlichen Kommissar unter Hinweis auf die von Michl verfasste Schrift Discussio theologico-juridica, die 1698 in Augsburg gedruckt worden war, abgelehnt; in dieser Schrift bestritt Michl die Rechtmäßigkeit der unter Federführung Kaspar von Schmids ab 1669 erlassenen kurbayerischen Amortisationsgesetze, die den Erwerb von Grundeigentum durch Klöster beschränkten.
Wegen seiner hervorragenden theologischen und kirchenrechtlichen Kenntnisse wirkte Augustin Liebhart Michl auch als Geistlicher Rat für den Kurfürsten von Köln, den Fürstbischof von Freising und den Fürstabt von Kempten.

## Werke (Auswahl)
- Discussio Theologico-Juridica Discussionis Problematicae ad decantatam legem Amortizationis: Quam ad finem tomi primi Commentariorum in Jus Bavaricum posuit Illustrissimus ac Excellentiss. Dn. D. Casparus Schmid, L. B. ab Hasl & Pürnbach &c. … Augustae Vindelicorum 1698.
- Discvssio Theologico-Ivridica Discussionis immeritò assertae Problematicae ad decantatam legem Amortizationis: Quam Ad Finem Tomi Primi Commentariorum in jus Bauaricum posuit Illvstriss. Ac Excellentiss. Dn. D. Gasparvs Schmid L. B. ab Hasl & Pùrnbac, &c. Romae 1699.
- Examen Reflexum Examinis: Ad quod Sanctissimi Domini Nostri Clementis XI. novissimam Bullam, condemnantem unam & centum propositiones erroneas Paschasij Quesnelli Jansenistae Perperàm vocavit Magnificus Dominus Joannes Wolfgangus Jaegerus, inter suos Theologiae Doctor, … Ingolstadii 1715.
- Confutatio Infamis Libri, Cvi Temerarivs Titvlvs Est: Expostulatio Et Protestatio, Qua Reclamat adversus Decretum Pontificium, quô centum & una Propositiones damnatae sunt, Paschasius Quesnel Presbyter Parisinus: In qua equidem Confutatione tam singularum damnatarum Propositionum virulenta Doctrina, ac meritum damnationis, breviter, clarè & solidè ob oculos ponitur, … Landishutum 1719.
- Ins Teutsch übersetzte gründliche Widerlegung jenes verschreyten Buchs, so den vermessenen Titul führet: Expostulation et protestation: wormit Paschasius Quesnell, Priester von Paris widerspricht der Päbstlichen Constituion, dardurch hundert und ein Lehr-Satz seynd verdammet worden … Augspurg 1721.
- Alte Weiß Dem Römisch-Catholischen Teutschen Volck nutzlich zu predigen erneuert: Das ist: Wahre Römisch-Catholisch-Buchstabliche Erklärung der heiligen Sonntäglichen Evangelien das gantze Jahr hindurch, aus denen HH. Kirchen-Vättern, und bewehrten Schrifft-Auslegern … Augspurg 1725 (Band 2: dito, 1728).

Ehrung zum 50-jährigen Priesterjubiläum
- Amoris Arcus: Plurimùm Reverendo, Religiosissimo, ac Clarissimo Domino Augustino Liebhardo Michl, SS. Theol. & J.U. Doctori Serenissimi Electoris Coleniensis nec non Serenissimi Principis & Episcopi Frisingensis Consiliario Ecclesiastico Actualip p.t. Vicario in Aspach Dignissimo Erectus à RR. RR. DD. ConCanonicis in Undenstorff Cùm Transactis quinquaginta Regalis Sacerdotii annîs secundas celebraret Primitias die 30. Septemb. Anno MDCCXXXVI. München 1736.
- Eine Abbildung des Propstes Michl findet sich in der Chronik des Propstes Gelasius Morhart in: Kurtze Historische Nachricht von Dem Ursprung, und Fortgang Deß Stifft- und Klosters Ünderstorff Can. Reg. S. Aug. Congreg. Lateranensis in Ober-Bayrn, Rent-Amts München, Bisthumbs Freysing: Herausgezogen Aus den alt- und Neueren Kloster-Chronicis, S. 63 (Digitalisat).